# Guillaume Marie Anne Brune
Guillaume Marie-Anne Brune, Bá tước Brune (13 tháng 3 năm 1763 – 2 tháng 8 năm 1815) là một Thống chế và nhà ngoại giao Pháp.

## Tiểu sử

### Thời niên thiếu
Là con trai một luật gia, Brune được sinh ra tại Brive-la-Gaillarde, Corrèze. Ông theo học luật tại Paris trước khi Cách mạng Pháp nổ ra và trở thành một cây nhà báo chính trị. Trong cuộc Cách mạng Pháp, ông tham gia phái Cordeliers và trở thành bạn của Georges Danton.

### Thời kì Cách mạng

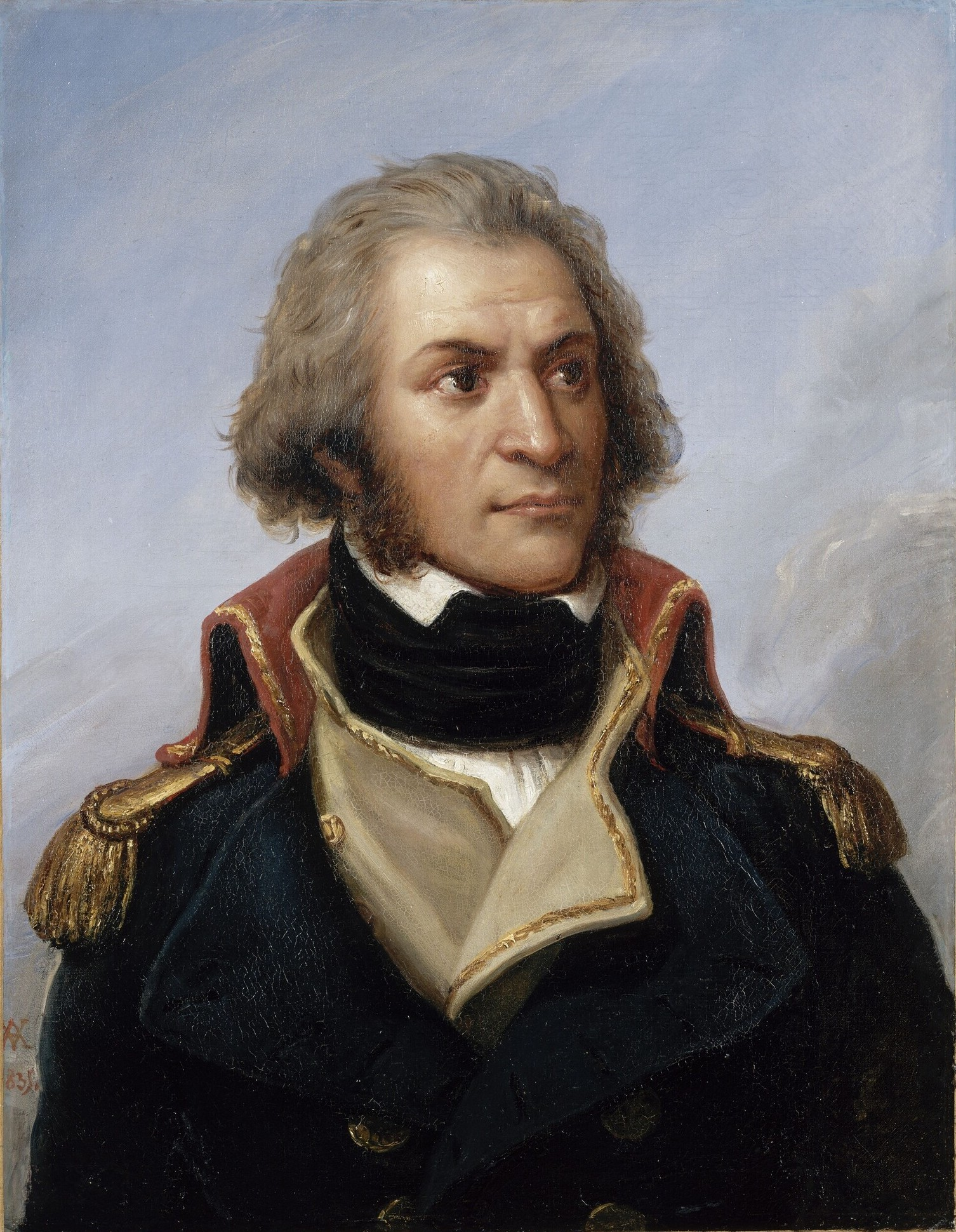
Guillaume Marie-Anne Brune, đại uý năm 1792 (1763-1815), Auguste Vinchon, 1835.

Brune được thăng hàm thiếu tướng năm 1793 và tham gia vào trận đánh 13 tháng Nho (5 tháng 10 năm 1795) chống lại lực lượng Bảo hoàng tại Paris.
 Năm 1796 dưới quyền Napoleon Bonaparte, trong chiến dịch Ý, ông được phong hàm trung tướng nhờ năng lực trên chiến trường. Ông chỉ huy lực lượng Pháp chiếm đóng Thuỵ Sĩ năm 1798. Năm tiếp theo, ông chỉ huy quân Pháp phòng thủ tại  Amsterdam nhằm chống lại liên quân Anh - Nga xâm chiếm Hà Lan và đã giành được thắng lợi quyết định tại trận Castricum.
Năm 1802, Napoleon biệt phái Brune tới Constantinople làm đại sứ tại Đế quốc Ottoman. Trong hai năm phục vụ, ông đã cải thiện mối quan hệ giữa Pháp và Ba Tư.

### Thời kì Napoleon
Năm 1804, Napoleon phong Brune làm Thống chế. Năm 1807 Brune dẫn đầu lực lượng trong chiến dịch Bắc Đức và đã chiếm đóng Thuỵ Điển. Là một người Cộng hoà, ông dần dần bất hợp tác với Đế chế. 
Brune nghỉ hưu năm 1815. Trong thời kì Trăm ngày, ông là tư lệnh Tập đoàn quân Var với nhiệm vụ phòng vệ miền nam nước Pháp trước quân Áo. Ông bị sát hại bởi phe bảo hoàng trong thời kì Khủng bố trắng lần thứ hai tại Avignon khi vương triều Bourbon được phục hồi. Thi hài ông được tìm thấy tại sông Rhône và được mai táng tại  nghĩa trang Saint-Just-Sauvage.

### Đời tư
Năm 1793 ông cưới Angélique Pierre. Ông không có người nối dõi nên đã nhận nuôi hai con gái.